# Fläming-Grundschule
Die Fläming-Grundschule ist eine vierzügige Grundschule mit besonderer pädagogischer Prägung in der Illstraße 4–6 im Berliner Ortsteil Friedenau. Seit 1975 gibt es Integrationsklassen, in denen Kinder mit und ohne Behinderungen gemeinsam unterrichtet werden; damit ist sie die erste Integrationsschule im deutschsprachigen Raum. Von den rund 590 Schülern haben etwa zwölf Prozent einen sonderpädagogischen Förderbedarf.

## Geschichte
Die Schule wurde im Jahr 1875 als I. Gemeindeschule Berlin-Friedenau in der Albestraße gegründet. 1932 wurde sie in 18. Volksschule Berlin-Schöneberg umbenannt. Am 26. Oktober 1956 erhielt sie den Namen Fläming-Schule, nach dem brandenburgischen Naherholungsgebiet Fläming. 1973 fand der Umzug an den heutigen Standort in die Illstraße statt. Im Jahr 1975 wurde die erste Integrationsklasse in der Fläming-Schule auf Betreiben der Eltern eingerichtet, deren Kinder zuvor gemeinsam im Kinderhaus Friedenau (der ersten integrativen Kindertagesstätte/Kita in Berlin und Deutschland) gespielt, gelernt und gelebt hatten.
Im Jahr 2005 war die Integration von Kindern mit Behinderungen an der Schule Thema des Dokumentarfilms Klassenleben, der bundesweit Beachtung fand. In der Fortsetzung Die Kinder der Utopie (2019) trafen die Protagonisten wieder aufeinander. 

## Bekannte Schüler und Schülerinnen
- Raúl Aguayo-Krauthausen (* 1980), Aktivist[7]